# Cargaison dangereuse
Pour plus de détails, voir Fiche technique et Distribution.
Cargaison dangereuse (The Wreck of the Mary Deare) est un film américain de Michael Anderson, sorti en 1959.

## Synopsis
Lorsque John Sands aux commandes de son remorqueur évite la collision avec le « Mary Deare » de Hong Kong lors d’une effroyable tempête, il ignore encore que celui-ci a été ravagé par un incendie et qu’il dérive avec un seul homme à son bord, le second du navire, Gideon Patch. Ensemble, les deux hommes remettent en marche les moteurs et font cap vers les côtes françaises. Mais Patch fait volontairement échouer le navire sur les récifs des Minquiers à proximité de Saint Malo.

De retour en Angleterre, devant les juges maritimes, Patch est accusé par les armateurs du « Mary Deare » d’avoir sabordé leur navire. Et les témoignages des hommes d’équipage qui jurent avoir évacué, sur les ordres de Patch, un cargo qui était encore en état de naviguer l’accablent davantage. C’est en retournant enquêter sur l’épave du « Mary Deare » que Gideon Patch, aidé de John Sands, découvrira le secret.

## Fiche technique
- Titre : Cargaison dangereuse
- Titre original : The Wreck of the Mary Deare
- Réalisation : Michael Anderson
- Scénario : Eric Ambler d'après le roman de Hammond Innes
- Directeur de la photographie : Joseph Ruttenberg
- Photographie additionnelle : Freddie Young (crédité F.A. Young)
- Musique : George Duning
- Direction artistique : Paul Groesse et Hans Peters
- Décors de plateau : Henry Grace et Hugh Hunt
- Maquillage : William Tuttle
- Montage : Eda Warren
- Producteur : Julian Blaustein pour la M.G.M.
- Pays de production :  États-Unis
- Procédés : CinemaScope, Metrocolor
- Format : 2,35:1 - Mono - 35 mm
- Année de réalisation : 1959
- Genre : Drame, thriller
- Durée : 105 minutes
- Dates de sortie : 
  - États-Unis : 6 novembre 1959
  - France 10 février 1960

## Distribution
- Gary Cooper  (VF : Jean Davy) : Gideon Patch
- Charlton Heston (VF : René Arrieu) : John Sands
- Michael Redgrave (VF : Roland Menard)  : M. Nyland
- Emlyn Williams  (VF : François Chaumette) : Sir Wilfred Falcett
- Cecil Parker (VF : Henri Crémieux) : Le président de la compagnie
- Alexander Knox  (VF : Michel Gudin) : Petrie
- Virginia McKenna  (VF : Janine Freson) : Janet Taggart
- Richard Harris  (VF : Pierre Trabaud) : Higgins
- Ben Wright : Mike
- Peter Illing (VF : Henry Djanik) : Gunderson
- Terence de Marney : Frank
- Ashley Cowan  (VF : Henry Djanik) : Burrows
- Charles Davis : Yules, quartier-maître du Mary Deare

Acteurs non crédités :
- Jean Del Val : Javot
- John Le Mesurier : Avocat de la marine
- Louis Mercier : Commandant de police

## Critiques
"Le suspense est habilement ménagé et rebondit à plusieurs reprises sur un scénario de qualité courante. Gary Cooper y incarne, une fois de plus, consciencieusement, le héros accablé par le Destin, mais qui triomphe de ses adversaires. Les autres ne sont que des comparses. Les scènes de mer sont photographiées avec habileté. L'ensemble du film se voit avec agrément."